# Esclavenos
O nome esclavenos (em grego:  Σκλάβήνοι - Sklábēnoi, Σκλαύηνοι - Sklaúenoi ou Σκλάβίνοι - Sklabinoi; em latim: Sclaueni, Sclavi, Sclauini ou Sthlaueni - Sclaveni) é utilizado para descrever todos os povos eslavos que entraram em contato com o Império Bizantino.

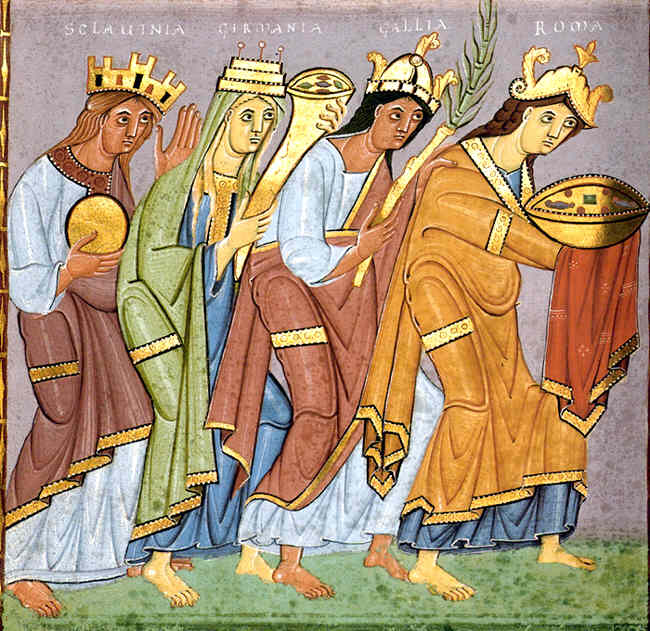

## Terminologia
Os bizantinos agruparam de maneira ampla as numerosas tribos eslavas que viviam nas proximidades do Império em dois grupos: os esclavenos e os antas. Aparentemente, o grupo dos esclavenos se baseava no Médio Danúbio (Bálcãs ocidental) enquanto que os antas se fixaram no Baixo Danúbio, na Cítia Menor. Procópio menciona os esclavenos juntamente com os já agressivos antas. Os eslavos do Norte e Centro da Europa eram parte dos vendos.
O termo grego derivado sklavinia(i) (em grego:  Σκλαβινίαι, em latim: SCLAVINIAE) foi utilizado para os assentamentos eslavos (território) que estava a princípio fora do controle bizantino e era independente. O termo pode ser interpretado como "terras eslavas" em Bizâncio.
Porém, já por volta de 800, o termo também se referia especificamente aos colonos militarizados nômades eslavos que se assentaram nos territórios do Império Bizantino. As colônias militares eslavas apareceram no Peloponeso, Ásia Menor e na Itália. Os bizantinos também se referiam à elite militar dos ávaros como esclavenos. Estas elites restabeleceram sua base de poder sob o governo ou dos francos ou dos bizantinos na Panônia e na Morávia.

## História
Os esclavenos saquearam a Trácia em 545.
Daurêncio (fl. 577–579) é o primeiro chefe militar do qual se conhece o nome, preservado pelo historiador bizantino Menandro Protetor, que reportou que o grão-cã ávaro Beano I (r. 562–602) enviou uma embaixada requisitando que Daurêncio e seus eslavos aceitassem a suserania ávara e pagasse tributo, pois ele sabia que os eslavos haviam juntado uma grande riqueza após saquear as províncias bizantinas nos Balcãs. Daurêncio teria respondido: "Outros não conquistaram nossas terras, nós é que conquistamos as deles [...] e assim sempre será conosco" e mandou assassinar os enviados. Beano então lançou uma campanha (em 578) contra o povo de Daurêncio com a ajuda dos bizantinos e ateou fogo a vários de seus assentamentos, o que não impediu os eslavos de continuarem avançando cada vez mais longe em território bizantino.
Em 577, cerca de 100 000 eslavos se despejaram sobre a Trácia e Ilíria, saqueando cidades e formando novas colônias. Na década de 580, conforme as comunidades ao longo do Danúbio se tornavam maiores e mais organizadas e conforme a pressão ávara aumentava, os raides se tornaram maiores e mais frequentes, resultando numa colonização perene. Em 586, mais de 100 000 guerreiros eslavos atacaram Tessalônica, cujas redondezas eles ocuparam em 581 sem, contudo, jamais terem conseguido tomar a cidade em si, criando a chamada Esclavínia Macedônia. Segundo o relato de João de Éfeso (581): "o amaldiçoado povo dos eslavos se lançou sobre a Grécia, Tessalônica e Trácia e as saqueou tomando muitas cidades e castelos, arrasando, queimando, pilhando e tomando todo o país". Porém, João exagerou a intensidade das incursões eslavas, influenciado por sua prisão em Constantinopla entre 571 até 579 Além disso, ele via nos eslavos um instrumento de Deus para punir os perseguidores dos monofisistas. Por volta de 586, os eslavos conseguiram atacar o Peloponeso ocidental, Ática, Epiro e poupando apenas a parte oriental do Peloponeso, que era montanhosa e inacessível. A tentativa final de recuperar a fronteira norte se deu entre 591 e 605, quando o término dos conflitos com o Império Sassânida permitiu ao imperador Maurício (r. 582–602) transferir unidades para a região. Porém, ele foi deposto depois de uma revolta militar em 602 e a fronteira do Danúbio colapsou quinze anos depois (vide Campanhas balcânicas de Maurício).
Constante II conquistou a Esclavínia em 657-658, "capturando e subjugando muitos". Constantino III assentou os eslavos capturados na Ásia Menor e, entre 664 e 665, 5 000 deles se juntaram às forças de Abderramão ibne Calide.
Em 785, Constantino IV conquistou a Esclavínia Macedônia ('Sclavenias penes Macedoniam').